# Dorothy Hughes
Eugenie Dorothy Hughes (26 de junio de 1910 – 16 de agosto de 1987) fue una arquitecta, política y activista keniana.  Fundó el Consejo Keniano de Servicios Sociales y fue directora de la Asociación de Deportes para el Discapacitado. Como primera arquitecta mujer del este de África, poseía su propio estudio y es conocida por su diseño de la Catedral de la Sagrada Familia de Nairobi.